# Joncy
Joncy est une commune française située dans le département de Saône-et-Loire, en région Bourgogne-Franche-Comté.

## Géographie
À 32 km du parc naturel régional du Morvan.

### Villages, hameaux, lieux-dits, écarts
- Champ Thibaut - Balas - la Verchère - Rains - la Valette - Crouzot - Coussolles - Bellevelle - Marnand.

### Hydrographie
- La Guye est la rivière qui traverse la commune.

### Communes limitrophes
Les communes limitrophes sont Collonge-en-Charollais, Saint-Martin-la-Patrouille, Burzy, Genouilly, Mary et Saint-Clément-sur-Guye.

### Climat
Pour des articles plus généraux, voir Climat de la Bourgogne-Franche-Comté et Climat de Saône-et-Loire.
En 2010, le climat de la commune est de type climat océanique dégradé des plaines du Centre et du Nord, selon une étude du Centre national de la recherche scientifique s'appuyant sur une série de données couvrant la période 1971-2000. En 2020, Météo-France publie une typologie des climats de la France métropolitaine dans laquelle la commune est dans une zone de transition entre le climat océanique altéré et le climat océanique altéré et est dans une zone de transition entre les régions climatiques « Centre et contreforts nord du Massif Central » et « Bourgogne, vallée de la Saône ».
Pour la période 1971-2000, la température annuelle moyenne est de 11 °C, avec une amplitude thermique annuelle de 17,7 °C. Le cumul annuel moyen de précipitations est de 807 mm, avec 11,5 jours de précipitations en janvier et 7,4 jours en juillet. Pour la période 1991-2020, la température moyenne annuelle observée sur la station météorologique de Météo-France la plus proche, « Mt-Saint-Vincent », sur la commune de Mont-Saint-Vincent à 6 km à vol d'oiseau, est de 10,4 °C et le cumul annuel moyen de précipitations est de 891,2 mm. 
La température maximale relevée sur cette station est de 37,6 °C, atteinte le 12 août 2003 ; la température minimale est de −21,1 °C, atteinte le 10 février 1956,,.
Les paramètres climatiques de la commune ont été estimés pour le milieu du siècle (2041-2070) selon différents scénarios d'émission de gaz à effet de serre à partir des nouvelles projections climatiques de référence DRIAS-2020. Ils sont consultables sur un site dédié publié par Météo-France en novembre 2022.

## Urbanisme

### Typologie
Au 1er janvier 2024, Joncy est catégorisée commune rurale à habitat dispersé, selon la nouvelle grille communale de densité à sept niveaux définie par l'Insee en 2022.
Elle est située hors unité urbaine et hors attraction des villes,.

### Occupation des sols
L'occupation des sols de la commune, telle qu'elle ressort de la base de données européenne d’occupation biophysique des sols Corine Land Cover (CLC), est marquée par l'importance des territoires agricoles (76,9 % en 2018), en diminution par rapport à 1990 (78,7 %). La répartition détaillée en 2018 est la suivante : prairies (70,6 %), forêts (18,8 %), zones agricoles hétérogènes (6,3 %), zones urbanisées (4,3 %). L'évolution de l’occupation des sols de la commune et de ses infrastructures peut être observée sur les différentes représentations cartographiques du territoire : la carte de Cassini (XVIIIe siècle), la carte d'état-major (1820-1866) et les cartes ou photos aériennes de l'IGN pour la période actuelle (1950 à aujourd'hui).

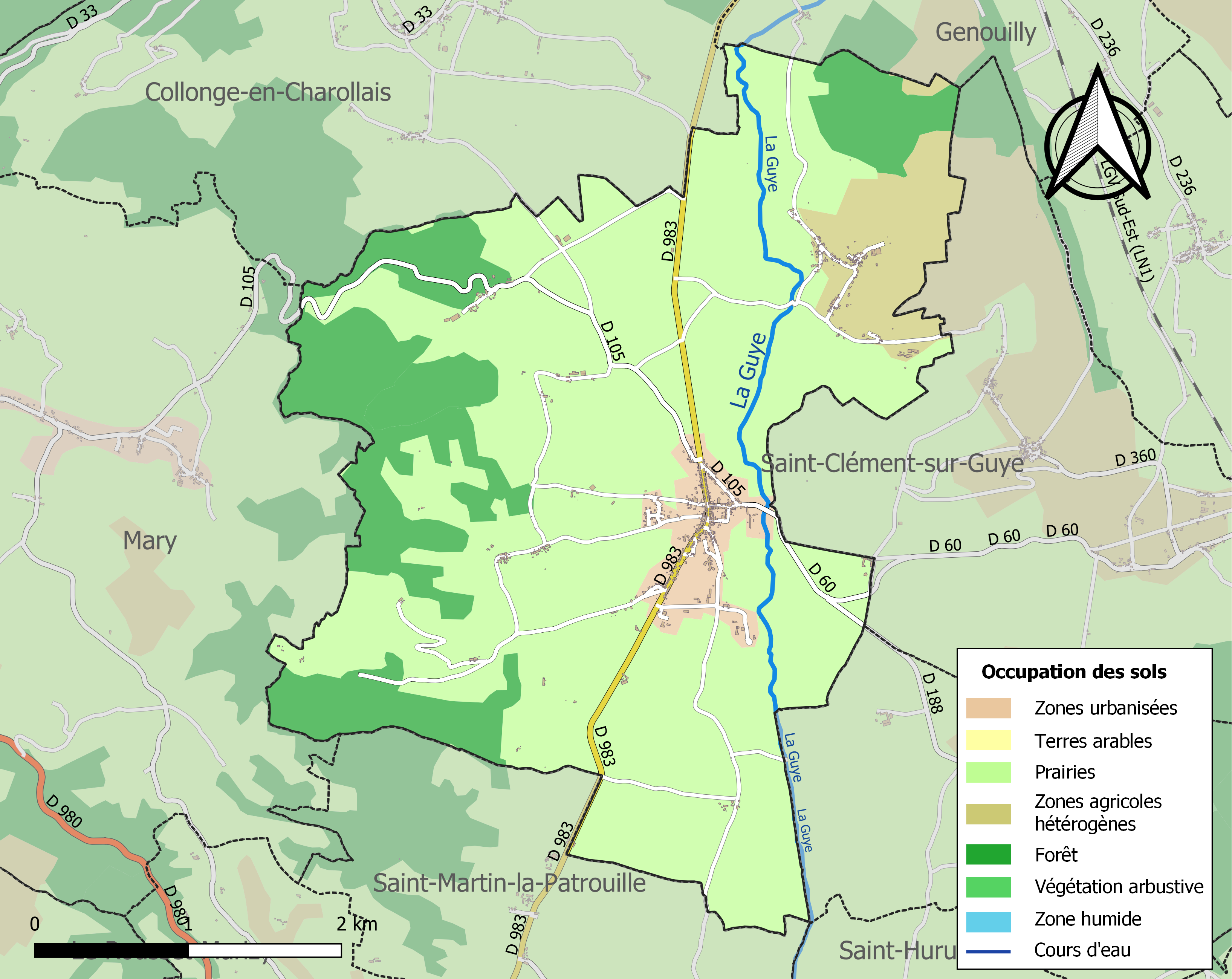
Carte des infrastructures et de l'occupation des sols de la commune en 2018 (CLC).

## Histoire
Dans une bulle datée d'avril 1164, le pape Alexandre III, confirme la donation faite à l'abbaye de Saint-Martin d'Autun, du patronage d'une église au hameau de la Valette : « ecclesiam de Valeta ».

## Démographie
L'évolution du nombre d'habitants est connue à travers les recensements de la population effectués dans la commune depuis 1793. Pour les communes de moins de 10 000 habitants, une enquête de recensement portant sur toute la population est réalisée tous les cinq ans, les populations de référence des années intermédiaires étant quant à elles estimées par interpolation ou extrapolation. Pour la commune, le premier recensement exhaustif entrant dans le cadre du nouveau dispositif a été réalisé en 2005.

En 2022, la commune comptait 511 habitants, en évolution de −3,58 % par rapport à 2016 (Saône-et-Loire : −1,06 %, France hors Mayotte : +2,11 %).
| 1793 | 1800  | 1806  | 1821  | 1831  | 1836  | 1841  | 1846  | 1851  |
| ---- | ----- | ----- | ----- | ----- | ----- | ----- | ----- | ----- |
| 970  | 1 030 | 1 067 | 1 089 | 1 123 | 1 181 | 1 174 | 1 239 | 1 294 |

| 1856  | 1861  | 1866  | 1872  | 1876  | 1881  | 1886  | 1891  | 1896  |
| ----- | ----- | ----- | ----- | ----- | ----- | ----- | ----- | ----- |
| 1 285 | 1 260 | 1 240 | 1 153 | 1 178 | 1 147 | 1 111 | 1 103 | 1 022 |

| 1901 | 1906  | 1911 | 1921 | 1926 | 1931 | 1936 | 1946 | 1954 |
| ---- | ----- | ---- | ---- | ---- | ---- | ---- | ---- | ---- |
| 996  | 1 008 | 956  | 823  | 760  | 713  | 685  | 659  | 611  |

| 1962 | 1968 | 1975 | 1982 | 1990 | 1999 | 2005 | 2006 | 2010 |
| ---- | ---- | ---- | ---- | ---- | ---- | ---- | ---- | ---- |
| 581  | 539  | 453  | 436  | 424  | 457  | 508  | 511  | 526  |

| 2015 | 2020 | 2022 | - | - | - | - | - | - |
| ---- | ---- | ---- | - | - | - | - | - | - |
| 535  | 515  | 511  | - | - | - | - | - | - |

## Politique et administration

### Sous l'Ancien Régime
- 1790   - Jean Vivant Micault de Corbeton (10/05/1725-17/03/1794), Président au Parlement de Bourgogne, seigneur de Meilly-sur-Rouvres, Rouvres-sous-Meilly, Saligny, Liernolles, Maconge, Barbirey-sur-Ouche, Santenay, Pommard et autres lieux, dernier marquis de Joncy, époux de Marie Françoise Trudaine. Mort décapité.

### Depuis La Révolution
| Période       | Période        | Identité          | Étiquette | Qualité |
| ------------- | -------------- | ----------------- | --------- | ------- |
| mars 1955     | mars 1965      | Jacques Flamand   | ?         |         |
| mars 1971     | mars 1983      | Luc Richard       |           |         |
| mars 1983     | juin 1995      | Lucien Montchanin |           |         |
| juin 1995     | septembre 2013 | Étienne Richard,  | DVD       |         |
| novembre 2013 | août 2016      | Christian Bruny   |           |         |
| août 2016     | En cours       | Christian Morelli |           |         |

L'évolution du nombre d'habitants est connue à travers les recensements de la population effectués dans la commune depuis 1793. Pour les communes de moins de 10 000 habitants, une enquête de recensement portant sur toute la population est réalisée tous les cinq ans, les populations de référence des années intermédiaires étant quant à elles estimées par interpolation ou extrapolation. Pour la commune, le premier recensement exhaustif entrant dans le cadre du nouveau dispositif a été réalisé en 2005.

En 2022, la commune comptait 511 habitants, en évolution de −3,58 % par rapport à 2016 (Saône-et-Loire : −1,06 %, France hors Mayotte : +2,11 %).
| 1793 | 1800  | 1806  | 1821  | 1831  | 1836  | 1841  | 1846  | 1851  |
| ---- | ----- | ----- | ----- | ----- | ----- | ----- | ----- | ----- |
| 970  | 1 030 | 1 067 | 1 089 | 1 123 | 1 181 | 1 174 | 1 239 | 1 294 |

| 1856  | 1861  | 1866  | 1872  | 1876  | 1881  | 1886  | 1891  | 1896  |
| ----- | ----- | ----- | ----- | ----- | ----- | ----- | ----- | ----- |
| 1 285 | 1 260 | 1 240 | 1 153 | 1 178 | 1 147 | 1 111 | 1 103 | 1 022 |

| 1901 | 1906  | 1911 | 1921 | 1926 | 1931 | 1936 | 1946 | 1954 |
| ---- | ----- | ---- | ---- | ---- | ---- | ---- | ---- | ---- |
| 996  | 1 008 | 956  | 823  | 760  | 713  | 685  | 659  | 611  |

| 1962 | 1968 | 1975 | 1982 | 1990 | 1999 | 2005 | 2006 | 2010 |
| ---- | ---- | ---- | ---- | ---- | ---- | ---- | ---- | ---- |
| 581  | 539  | 453  | 436  | 424  | 457  | 508  | 511  | 526  |

| 2015 | 2020 | 2022 | - | - | - | - | - | - |
| ---- | ---- | ---- | - | - | - | - | - | - |
| 535  | 515  | 511  | - | - | - | - | - | - |

## Lieux et monuments
Parmi les principaux lieux et monuments de Joncy figurent notamment :
- le château de Joncy ;
- l'ancienne église de Joncy, du XIIe siècle, qui fut profanée le 2 février 1795 par les révolutionnaires et dont le clocher fut rasé (désaffectée en 1886, elle finit par être démolie au début du XXe siècle[23] et il n'en reste qu'une chapelle voûtée d'ogives à l'intérieur, située au centre du cimetière, qui est l'ancienne chapelle seigneuriale des seigneurs de Joncy[24]) ;
- la nouvelle église, construite à partir de 1882 sur les plans de l'architecte Tony Ferret grâce aux deniers des paroissiens et de l'abbé Denojean, qui abrite, entre autres, quelques belles pièces de ferronnerie, notamment une croix réalisée par un artisan joncynois à partir d’un dessin de l'artiste Michel Bouillot ;
- l'école, installée au début des années 1880 dans un bâtiment qui avait été construit en 1846 d'après des plans de l'architecte André Berthier pour servir de halle avec, à l'étage, la « maison commune »[25].

## Pour approfondir